# 가을인 듯 추억; 어느 소설가 이야기
《가을인 듯 추억; 어느 소설가 이야기 (Reminiscence Of A Novelist)》는 대한민국의 음악 그룹 슈퍼주니어의 멤버 규현의 첫 번째 콘서트 투어이다.

## 그 외

### 대만 호텔 화재 사고
대만 콘서트를 앞두고 규현과 스태프들이 단체로 묵었던 호텔에 화재 사고가 벌어져 팬들을 놀라게 하였는데 매니저와 스태프들이 규현만 남겨둔 채로 자신들만 대피한 것으로 알려져 거센 비난을 받았다. 규현 측은 콘서트 멘트 준비로 인해 대피가 늦어진 것이라고 밝히며 방에 남는 것은 본인의 선택이었다고 해명하며 논란을 일축했다.

## 투어 일정
| 날짜             | 도시 | 국가     | 장소                             | 관객 동원    |
| ---------------- | ---- | -------- | -------------------------------- | ------------ |
| 2016년 10월 29일 | 서울 | 대한민국 | 이화여자대학교 대강당            | 통산 5,000명 |
| 2016년 10월 30일 | 서울 | 대한민국 | 이화여자대학교 대강당            | 통산 5,000명 |
| 2016년 11월 5일  | 부산 | 대한민국 | BEXCO 오디토리움                 | 통산 4,000명 |
| 2016년 11월 6일  | 부산 | 대한민국 | BEXCO 오디토리움                 | 통산 4,000명 |
| 2017년 2월 25일  | 대북 | 대만     | 신장 체육관                      | 7,000명      |
| 2017년 3월 17일  | 홍콩 | 홍콩     | 아시아 월드 엑스포 홀 10         | 5,000명      |
| 2017년 3월 19일  | 방콕 | 태국     | 썬더 돔                          | 3,000명      |
| 2017년 4월 1일   | 서울 | 대한민국 | 블루스퀘어 삼성카드 홀[Epilogue] | 통산 2,800명 |
| 2017년 4월 2일   | 서울 | 대한민국 | 블루스퀘어 삼성카드 홀[Epilogue] | 통산 2,800명 |

## 세트 리스트
- Opening VCR -
- Eternal Sunshine서울, 부산 / 블라블라 (Blah Blah) (_Thai Ver.태국 한정)
- 그냥 보고 싶어 그래 (Because I Miss You)

- Ment -
- 우리가 사랑한 시간 (The Time We Were In Love)서울, 부산
- 안녕의 방식 (Ways To Say Goodbye)

- VCR #2 -
- 피아노 숲 (Piano Forest)
- 마음세탁소 (When With Me)

- Ment -
- 시절인연 (Love In Time)

- Ment -
- 두 사람 (Two People)[8]

- VCR #3 -

- Ment -
- Musical Medley - Theater Gyu

1. 나는 나는 음악[9]
2. 발길을 뗄 수 없으면[10]
3. 사랑했지만[11]

※ 사연 소개 및 신청곡 ※

- VCR #4 -
- Forever[12]
- CHEER UP[13]

- Ment -
- 밀리언조각 (A Million Pieces)

- Encore VCR -
- 깊은 밤을 날아서 (Flying, Deep In The Night)
- Magic
- Devil

- Ment -
- 광화문에서 (At Gwanghwamun)

- Ending -

- Opening VCR -
- Eternal Sunshine
- 그냥 보고 싶어 그래 (Because I Miss You)

- Ment -
- 안녕의 방식 (Ways To Say Goodbye)
- 시절인연 (Love In Time)

- VCR #2 -
- 피아노 숲 (Piano Forest)
- 마음세탁소 (When With Me)

- Ment -
- 두 사람 (Two People)(Feat. 박재정1일 차)

- Ment -
- 블라블라 (Blah Blah)

- VCR #3 -

- Ment -
- Musical Medley - Theater Gyu II

1. 드라마 〈쓸쓸하고 찬란하神 - 도깨비〉패러디
2. Good Bye[14]
3. 그래 사랑이다[15]
4. 나는 나는 음악

- Ment -
- 여전히 아늑해 (Still) (Feat. 성시경2일 차)
- 우리가 사랑한 시간 (The Time We Were In Love)1일 차 / 너의 모든 순간2일 차 (성시경)

- VCR #4 -
- Forever
- CHEER UP + TT[16]

- Ment -
- 밀리언조각 (A Million Pieces)

- Encore VCR -
- 깊은 밤을 날아서 (Flying, Deep In The Night)
- Magic
- Devil

- Ment -
- 그리고 우리 (And We)

- Ment -
- 광화문에서 (At Gwanghwamun)

- Ending -

## 도시 및 국가별 신청곡
| 도시 | 곡                              | 원곡           |
| ---- | ------------------------------- | -------------- |
| 서울 | 너는 나의 봄이다                | 성시경         |
| 서울 | 또 다시 사랑                    | 임창정         |
| 부산 | 서른 즈음에                     | 김광석         |
| 부산 | 감사                            | 김동률         |
| 대북 | 新不了情 (신불료정)             | 만방           |
| 대북 | 那些年 (저사년)                 | 후하           |
| 대북 | 听海 (청해)                     | 장혜매         |
| 대북 | 不為誰而作的歌 (불위수위작적가) | 임준걸         |
| 홍콩 | 新不了情 (신불료정)             | 만방           |
| 홍콩 | 那些年 (저사년)                 | 후하           |
| 홍콩 | 听海 (청해)                     | 장혜매         |
| 홍콩 | 天梯 (천제)                     | C Allstar      |
| 방콕 | เล่าสู่กันฟัง (라오 쑤 깐 팡)        | 벗 통 차이     |
| 방콕 | ทุกอย่าง (툭 양)                  | 스크럽         |
| 방콕 | หัวใจผูกกัน (후아 짜이 푹 깐)      | Boy Peacemaker |

## 게스트
| 일정             | 게스트        |
| ---------------- | ------------- |
| 2016년 10월 29일 | 예성          |
| 2016년 11월 6일  | 신동, 은혁    |
| 2017년 3월 19일  | 스탬프 아피왓 |
| 2017년 4월 1일   | 박재정        |
| 2017년 4월 2일   | 성시경        |

## 제작
- 주최 : SM엔터테인먼트
- 주관 : 드림메이커
- 후원 : YES24, 인터파크 (앙코르 한정 공동)